# Бломмендаль, Рейер ван
Рейер ван Бломмендаль (нидерл. Reyer van Blommendael; 27 июня 1628, Амстердам — 23 ноября 1675) — нидерландский художник середины XVII века.

## Жизнеописание
Родился в городе Антверпен. Точной даты рождения неизвестно. Крестины новорожденного состоялось в Новой церкви Амстердама 27 июня 1628 года. Родители будущего художника — Якоб Рейерс и Гретель Янс.
По предположениям, он посетил Италию, где по наставлениям теоретиков искусства исторический жанр и религиозная живопись считали лучшими жанрами живописи. Отсюда немало картин Рейера ван Бломмендаля на мифологические и религиозные темы. Но полного усвоения арсенала исторического жанра в сознании художника не произошло. Поэтому персонажи его картин несут отпечаток прагматичного и заземленного реализма нидерландского типа. Его произведения близки или имеют влияние утрехских караваджистов.
Его художественная манера близка к работам: Яна Вермеера, Дирка ван Бабюрена, Абрахама Блумарта, Геррита ван Хонтхорста.
Кроме Амстердама работал также в городе Гаага. Сохраненны сведения, что 14 марта 1662 года он уплатил четыре флорина и десять гульденов за вступление в гильдию Святого Луки.
Художник умер в 1675 году и был похоронен в городе Харлем.

## Галерея избранных произведений

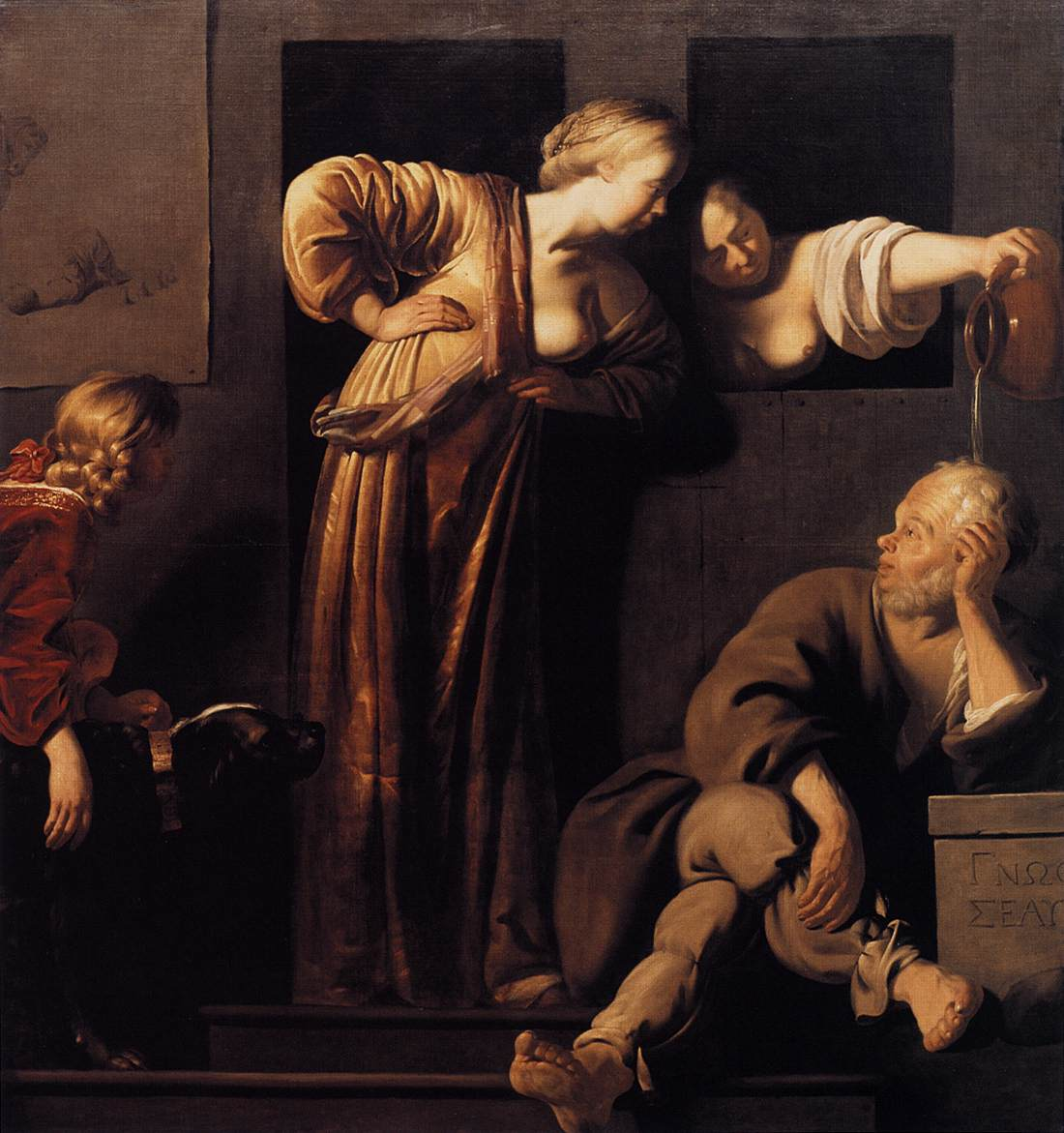
«Ксантиппа издевается над философом Сократом в присутствии Алкивиада», около 1655 г., музей изящных искусств, Страсбур
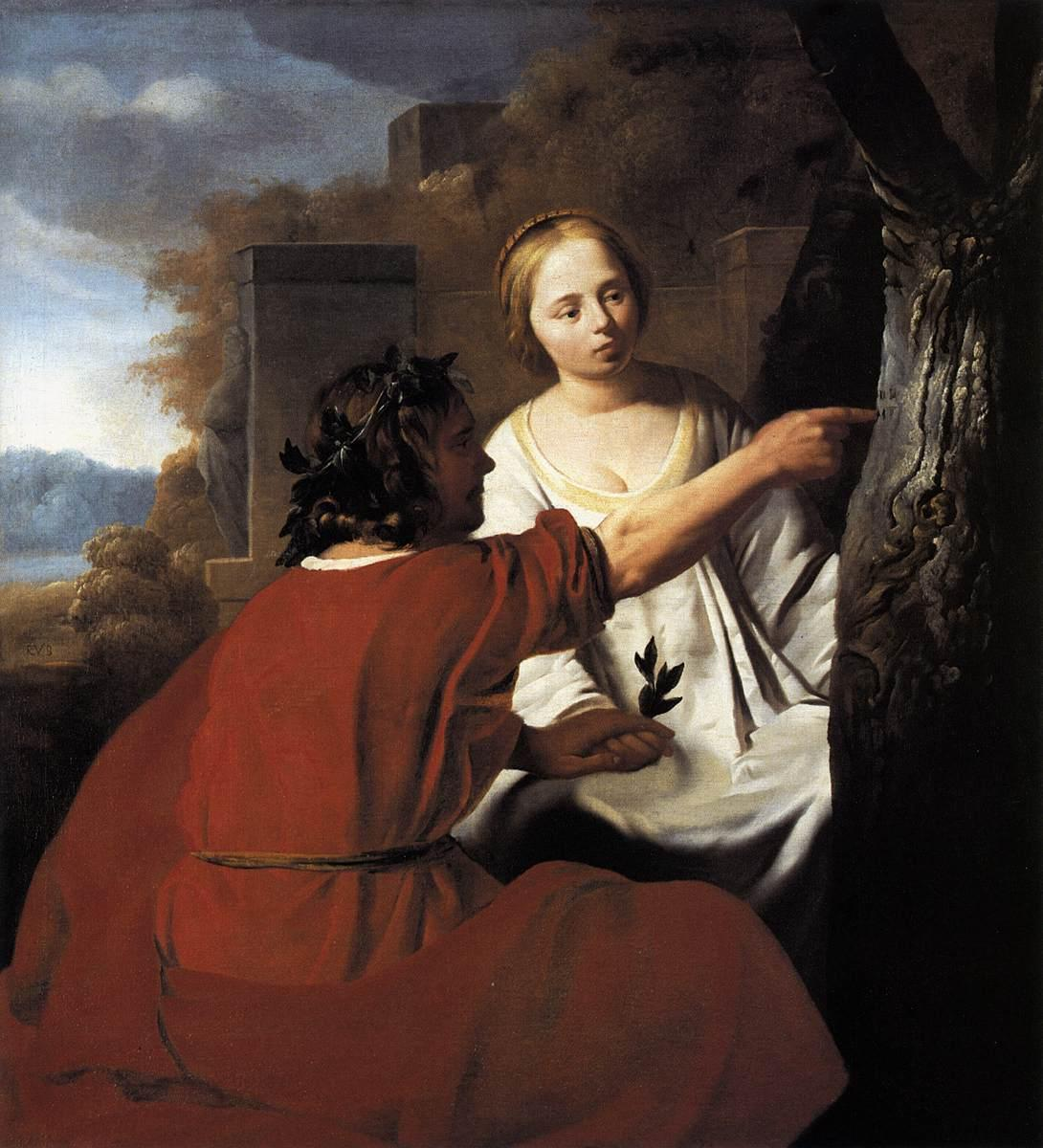
«Парис и Енона», около 1655 г.
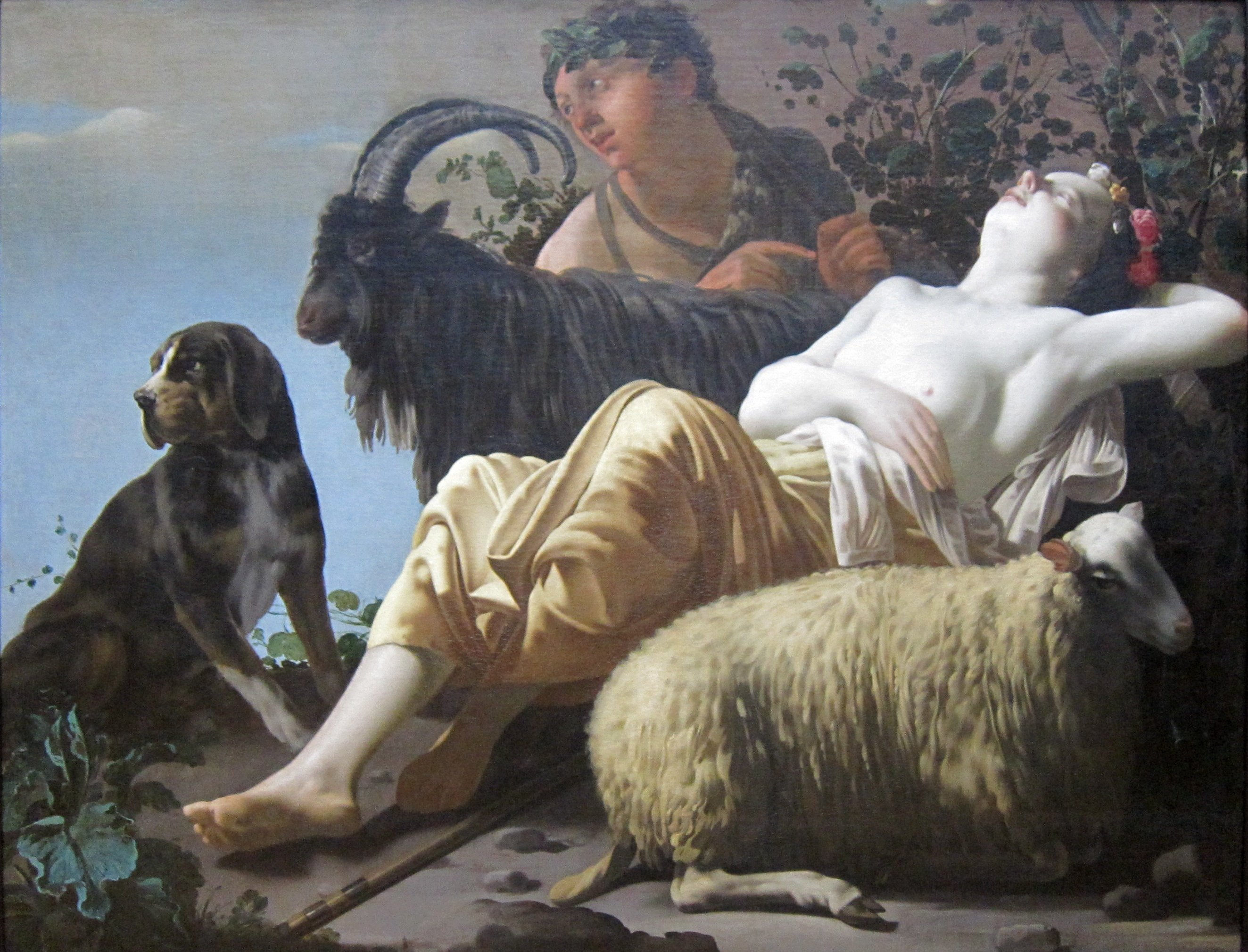
«Пастухи», около 1660 г.
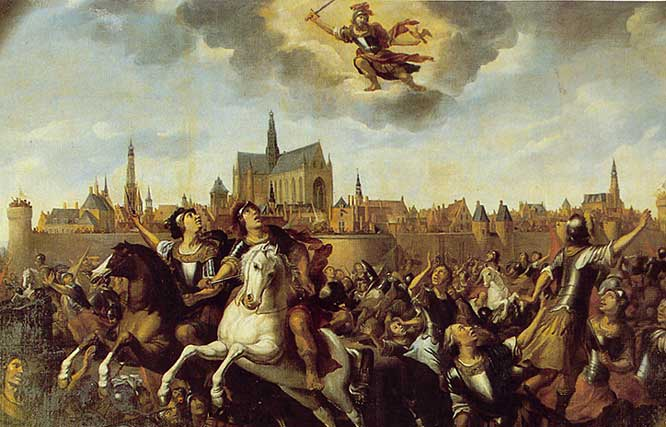
«Святой Баво защищает город Харлем», 1673 г.